# Conto
Se daba el nombre de conto a un palo bastante largo, rematado por un hierro en uno de sus extremos, que empleaban los boteros griegos para sondear el fondo y para dirigir la embarcación cuando el empleo de los remos era insuficiente o inútil.
El conto se ve en varios monumentos figurados en que aparece Caronte sirviéndose de él para empujar su barca, pero no se puede apreciar la forma de la vara por estar en gran parte sumergida. El conto fue empleado por los romanos para los mismos usos y, además, como arma defensiva de importancia, por la largura del palo y por el hierro que calzaba su extremo. 
Con el mismo nombre se designaba una lanza semejante a la sarisa macedónica, aunque no tan larga, usada por el ejército romano y que formaba parte integrante del armamento de los caballeros, en tiempo de Vespasiano, según el historiador Josefo. Tácito da el mismo nombre a las lanzas de los caballeros sármatas. Los jinetes armados de conto se llamaban contarios, voz que figura en varias inscripciones y en la vida de los dos Maximinos, escrita por Capitolino.
En un bajorrelieve funerario hallado en Tipasa, figura un jinete del cuerpo de contarios creado por Trajano, que empuña el arma con ambas manos llevando el caballo al galope.